# Jean-Pierre Olivier de Sardan
Jean-Pierre Olivier, teljes nevén: Jean-Pierre Olivier de Sardan (Languedoc, 1941. július 11. –) - francia és nigériai antropológus, a marseille-i École des Hautes Études en Sciences Sociales egyetem antropológia professzor emeritusa. Emellett a párizsi Centre National de la Recherche Scientifique emeritus kutatási igazgatója és a niameyi Abdou Moumouni Egyetem docense, ahol megalapította az egészségügy szocio-antropológia mesterszakát.

## Életpályája
Jean-Pierre Olivier de Sardan 1941. július 11-én született a franciaországi Languedocban. Az 1950-es évek végén Franciaországban politológiát és antropológiát tanult, 1961-ben  szerzett diplomát a párizsi Institut d'Études Politiques de Paris egyetemen, majd 1963-ban a Sorbonne-on szociológiából szerzett diplomát, 1967-ben pedig antropológiából (ethnologie) doktorált (Doctorat de 3e cycle) R. Bastide irányításával. 
Doktori munkája során a nigériai wogo népcsoport társadalmi változásait tanulmányozta. Jean Rouch 1965-ben kérte fel először, hogy egy éven át végezzen terepmunkát a wogo népcsoporttal. A Songhay-Zarma néppel kapcsolatos alapos megfigyelései idővel más, általánosabb témájú, de mind az afrikai empirikus kutatásokra épülő projekteket is megalapoztak: a fejlődés antropológiája, az orvosi antropológia, a bürokráciák antropológiája, és általánosabban a közintézkedések, valamint a közjavak és a kollektív javak és szolgáltatások nyújtásának antropológiája Afrikában. Úttörő volt az antropológiai módszer alkalmazásában az afrikai közpolitika és fejlesztési segélyek tanulmányozásában. Rendhagyó antropológusként ismert, számos együttműködést folytatott szociológusokkal, történészekkel vagy politológusokkal, és olyan innovatív fogalmakat hozott létre, mint a "helyi kormányzási módok" és a "gyakorlati normák".
Közreműködött az APAD - Association Euro-Africaine pour l'Anthropologie du Changement social et du Développement - és annak folyóirata megalapításában, és annak első elnöke volt. Megalapította a LASDEL-t Niameyben (Laboratoire d'études et de recherches sur les dynamiques sociales et le développement local). 1999-ben megkapta a nigeri állampolgárságot is.

## Kutatási hozzájárulások
Olivier de Sardan első terepmunkája egy különleges társadalom, a wogo-k klasszikus antropológiai vizsgálata volt a Niger folyó partjai és szigetei mentén, Nyugat-Nigerben. Több későbbi könyve a régió tágabb értelemben vett szonghay-zarma népességének nyelvét és kultúráját írja le, beleértve terápiás gyakorlataikat és egykori rabszolgatartási kapcsolataikat is. Ő és a vizuális antropológus Jean Rouch valószínűleg a nyugat-nigeri néprajzkutatók közül a legjelentősebbek.
Olivier de Sardan az afrikai társadalmak társadalmi változásának és fejlődésének megértéséhez is jelentősen hozzájárult, Nigerben, Beninben, Maliban és más afrikai országokban (a franciaországi Lozère régiót is beleértve) végzett empirikus megfigyelései révén. 
Tizenöt év elteltével eltávolodott a kistársadalom klasszikus etnográfiai leírásától, és azt figyelte meg, hogy a modernitás és a nyugati hatások hogyan épülnek be az afrikai társadalmakba, illetve hogyan ássák alá azokat - különösen a köz- és kollektív szolgáltatások nyújtása, valamint a fejlesztési segélyek révén. 1995-ös könyvében (Olivier de Sardan, 1995, angol változat 2005) jelentősen továbbfejlesztette a fejlesztés antropológiájának területét, a fejlesztés "alapvető" és nem normatív (és nem csak "alkalmazott") antropológiája mellett érvelve, figyelmet fordítva a fejlesztési projektek sodrására, nem szándékolt hatásaira és a megvalósítás hiányosságaira, leírva a fejlesztési "szereplők" és érdekeltek különböző felfogásait és logikáit Afrikában, valamint azt, hogy ezek hogyan kapcsolódnak a meglévő társadalmi-politikai struktúrákhoz. 
A nemzetközi fejlesztési segélyezés technikáit, különösen a "részvételt" vizsgálta, és meghatározta a fejlesztési hatások antropológiai vizsgálatának néhány fő jellemzőjét. Egy további kötet (2000) a helyi társadalmak és a nemzetközi segélyszervezetek között elhelyezkedő fejlesztési segélyek "közvetítőinek" első tanulmánya volt (Bierschenk, Chauveau & Olivier de Sardan, 2000).
Az újabb munkák a helyi hatalom és a decentralizáció kérdésével foglalkoznak az afrikai rétegzett társadalmak kontextusában (Olivier de Sardan és Tidjani Alou, 2009), az állami szereplők politikai korrupciójával a pénzhiányos afrikai kontextusokban (Blundo és Olivier de Sardan, 2006) és a választások etnográfiájával (Olivier de Sardan, 2015). 
Hozzájárult továbbá az orvosi antropológia beillesztéséhez az egészségpolitika és a rendszer kutatásába (HPSR), elemezve az egészségügyi szolgáltatások nyújtását Nyugat-Afrikában, valamint a betegek és az egészségügyi dolgozók közötti interakciókat (Jaffré és Olivier de Sardan, 2003), és a száhel-menti országok közegészségügyi politikáinak empirikus megközelítését (Olivier de Sardan & Ridde, 2015). Legújabb munkája az afrikai közpolitikákra és közigazgatásra összpontosít. Különösen érdeklik az "utazó modellek" (szabványosított egészségügyi és fejlesztési politikák) és ezek konfrontációja a helyi kontextusokkal ("pragmatikus kontextusokkal"), amelyek egyik fő szempontja a köztisztviselők "be nem tartott viselkedését" szabályozó "gyakorlati normák", azaz a hivatalos normáktól eltérő rutingyakorlatok informális szabályozása (De Herdt és Olivier de Sardan, 2015; Olivier de Sardan és Piccoli, 2018). Ugyancsak ebben a keretben Bierschenkkel közösen szerkesztett egy könyvet az "Államok a munkahelyen" címmel. Ezekre a különböző munkákra és általánosabban az elmúlt húsz év nigériai és nyugat-afrikai kutatásainak eredményeire alapozva 2021-ben megjelentette a "La revanche des contextes" (A kontextusok bosszúja) című főművét, amely mélyrehatóan elemzi a (viselkedés és szervezetek megváltoztatására végrehajtott) beavatkozások váratlan hatásait, amikor szembesülnek a helyi kontextusokkal, amelyekben azokat végrehajtják, a helyszíni szereplők gyakorlati normáinak összetettségével, a közérdekű szolgáltatásokat nyújtó kormányzási módok sokféleségével vagy a szereplők gyakorlatának alapjául szolgáló társadalmi logikák kusza szövevényével.
Olivier de Sardan az antropológiai módszerről és ismeretelméleti kérdésekről szóló szakkönyv szerzője is (2008, angolra fordítva 2015) Határozott véleménye van a szigorú és hosszú távú terepmunka szükségességéről, és Thomas Bierschenkkel együtt innovatív eljárást dolgozott ki a csoportos kutatás és a kollektív terepmunka számára az antropológiában.

## Kitüntetései
- Ester Boserup-díj, (Koppenhágai Egyetem, 2014)
- Chevalier de la légion d'honneur de la République française (2013).
- Tiszteletbeli doktori cím (Université de Liège, 2012).

## Főbb publikációi
- Moussa, Hadiza & Olivier de Sardan J.-P. 2023. Vágyakozás és elutasítás: A női termékenységkezelés etnográfiája a nigériai Niameyben. Oxford University Press.
- De Herdt, T. és J-P. *Olivier de Sardan (szerk.). 2015. Valódi kormányzás és gyakorlati normák a szubszaharai Afrikában. A szabályok játéka. Routledge,

Olivier de Sardan J.-P. 2015. Episztemológia, terepmunka és antropológia. Palgrave.
- Olivier de Sardan, J.P. & Piccoli, E. (szerk.). 2018. Cash Transfers in Context. Egy antropológiai perspektíva. Berghahn.
- Olivier de Sardan J.-P. és Ridde, V. 2013 (szerk.) "Abolishing user fees for patients in West Africa: lessons for public policies", AFD/ASavoir 20.
- Blundo G. és Olivier de Sardan J.-P. (szerk.) 2006. Mindennapi korrupció és az állam: polgárok és köztisztviselők Afrikában. London: Zed Books.
- Olivier de Sardan J.-P. 2005. Antropológia és fejlődés. A kortárs társadalmi változások megértése. London: Zed Books.